# Syme Engineering & Motor
Syme Engineering & Motor Pty Ltd war ein australischer Hersteller von Automobilen.

## Unternehmensgeschichte
Das Unternehmen aus Melbourne begann 1906 mit der Produktion von Automobilen. Der Markenname lautete Syme. Im gleichen Jahr endete die Automobilproduktion. Insgesamt entstanden nur drei oder vier Fahrzeuge.

## Fahrzeuge
Das einzige Modell basierte auf einem Prototyp von Mumford-Syme Motor von 1905. Das Fahrgestell bestand aus Holz. Ein wassergekühlter Einzylindermotor mit 6 PS Leistung trieb über Ketten die Hinterachse an. Das Getriebe hatte drei Gänge. Die offene Karosserie bot Platz für zwei Personen.